# Square One Shopping Centre

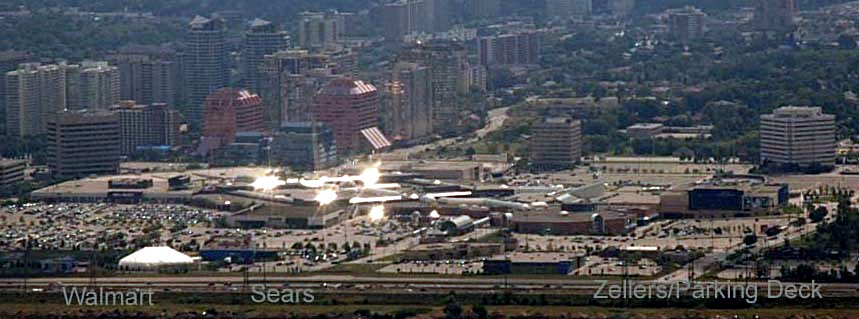
Luftansicht des Shopping Mall Geländes in Mississauga

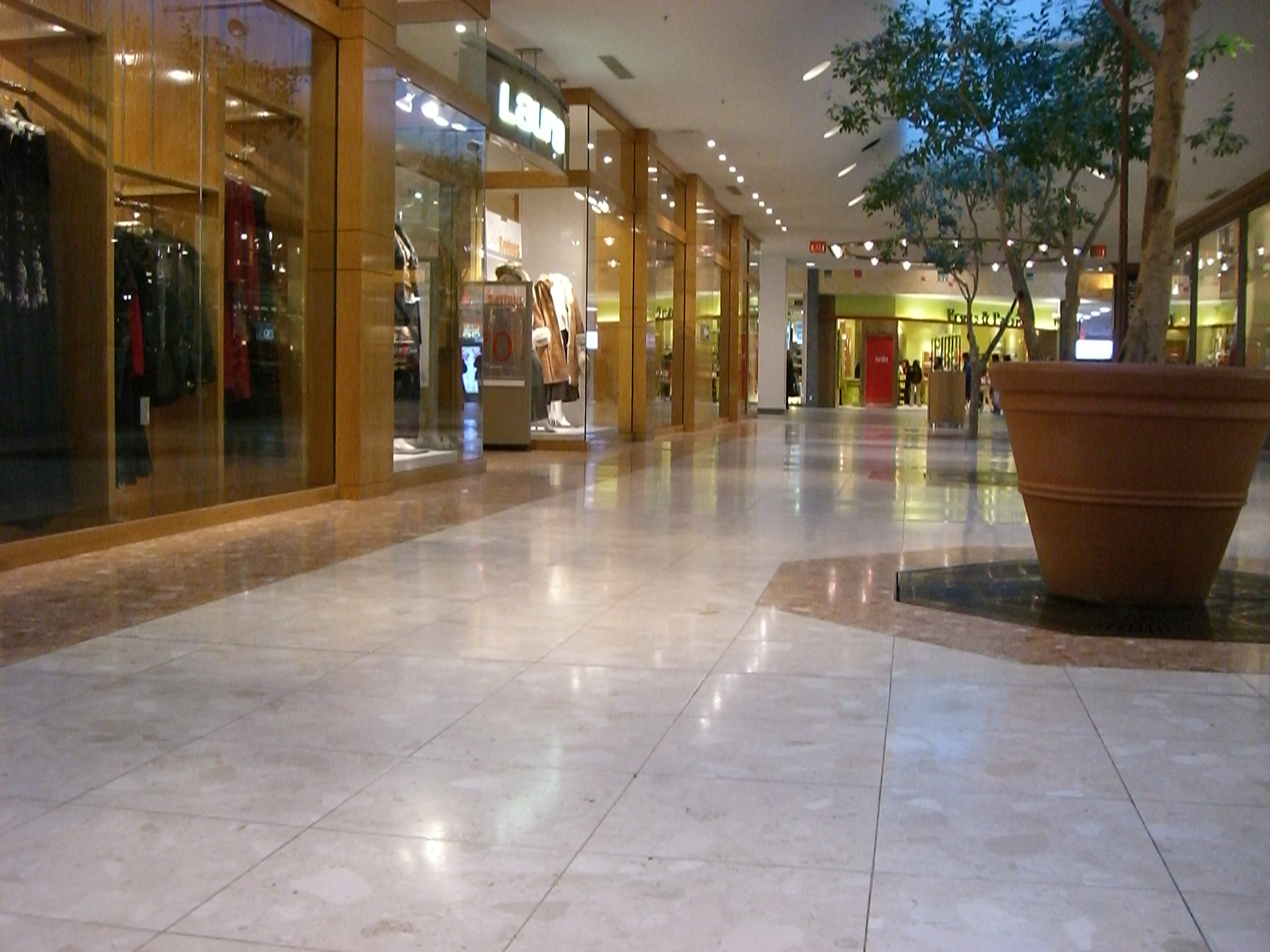
Eine Teilansicht vom modernisierten Teil der zweiten Etage, kurz vor Ladenschluss am Sonntag

Square One Shopping Centre ist ein Einkaufszentrum in Mississauga, Ontario, Kanada. Es ist eines der größten Shopping Malls in Kanada und verfügt über eine Verkaufsfläche  von rund 150.000 m2, mit über 360 Geschäften, darunter Restaurants und Cafés. Das Einkaufszentrum zählt jedes Jahr ca. 21 Millionen Besucher. Das Einkaufszentrum befindet sich an der 100 City Drive und ist somit zentral gelegen. Das Einkaufszentrum befindet sich rund 28 Kilometer von Downtown Toronto und circa 16 Kilometer vom Flughafen Toronto-Pearson entfernt. Darüber hinaus befindet sich das Zentrum in der Nähe des wichtigen Highway 403 und der Hurontario Street. 
In der unmittelbaren Nähe der Mall befindet sich das Mississauga Civic Centre und das Mississauga Living Arts Centre, die sich gegenüber der Mall befinden. Neben bewohnten Gebieten in der Nähe der Mall befinden sich des Weiteren eine Zentralbibliothek, ein großes Buchgeschäft sowie ein Cineplex Kino mit IMAX und 13 Kinosälen in der Nähe. 
Auf dem Shopping Mall Gelände befindet sich ein Busbahnhof von MiWay, dem städtischen Busbetreiber Mississauga Transit, welches 1997 eröffnet wurde. Für die Sicherheit in der Gegend wurde eine Polizeiwache eingerichtet, die Peel Regional Police Station, die 2002 eröffnet wurde. 
Jährlich zwischen Juni und Oktober findet auf einem abgesperrten Teilbereich der Parkflächen ein Farmers Market statt. Dieser ist von Freitag bis Sonntags geöffnet.